# LAMモザンビーク航空
LAMモザンビーク航空（ポルトガル語: LAM - Linhas Aéreas de Moçambique, S. A.　英語: LAM Mozambique Airlines）はモザンビークのマプトに本拠地を置く航空会社である。モザンビーク国内とアフリカ各地を結んでいる。

## 就航都市
モザンビーク国内
- 10都市

アフリカ
- アンゴラ：ルアンダ
- ケニア：ナイロビ
- 南アフリカ：ヨハネスブルク
- タンザニア：ダルエスサラーム

ヨーロッパ
- ポルトガル：リスボン（TAPポルトガル航空が運航）

## 機材

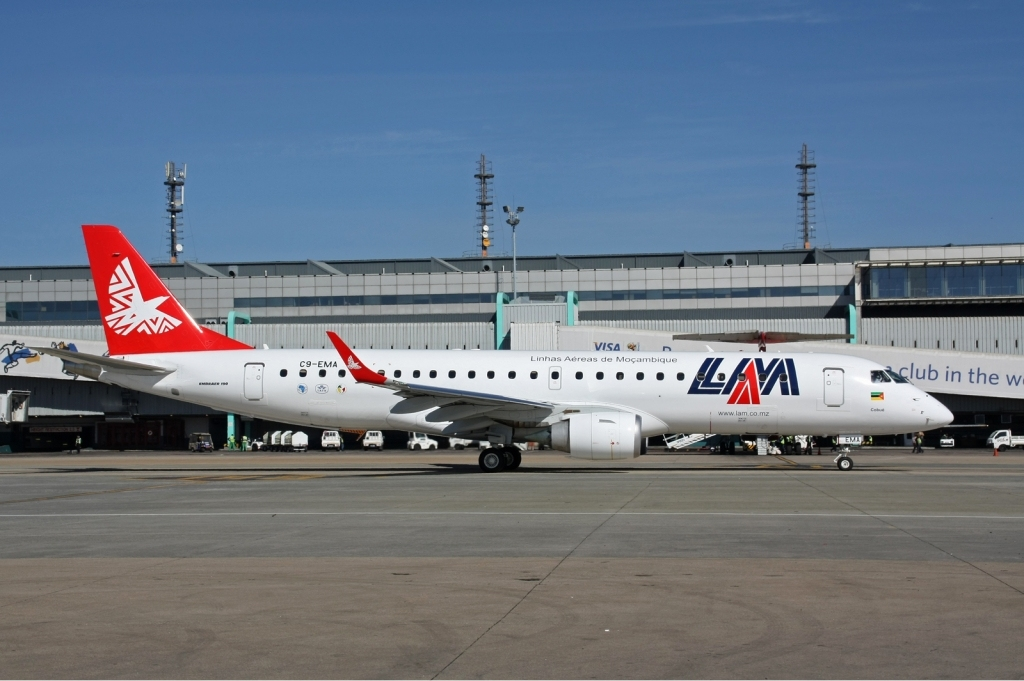
エンブラエル 190

- ボーイング 737-200：4機
- ボーイング 767-200ER：1機
- ボンバルディア DHC-8-Q400：2機
- エンブラエル190：2機

## 航空事故
- 2013年11月：LAMモザンビーク航空470便墜落事故